# Sparanise
Sparanise è un comune italiano di 7 250 abitanti della provincia di Caserta in Campania, fondato nel 988. Si trova tra le statali Appia e Casilina.

## Geografia fisica

### Territorio
Centro di pianura affiancato a colline, è posto nell'alto casertano vicino a Teano. Fa parte del territorio dell'Agro Caleno.

## Origini del nome
L'origine della denominazione Sparanise segue diverse ipotesi:
- Sparanus capuano che fu imprigionato per aver fornito lamentele al re nel 1270.
- Secondo alcuni il prefisso -nisi, fa riferimento all'esistenza di un tempio dedicato alla Dea Fortuna.
- dalle parole di suono germanico Spara-nisi che significano "cinta di siepi", probabilmente perché i primi abitanti cinsero la villa di folte siepi, a guisa di trincea, per difendersi da eventuali incursioni o assalti delle genti dei territori vicini.
- deriva da un cognome "Sparano" assai diffuso e più notevole tra le famiglie dei primi coloni.
- una recente ipotesi di un cultore di storia locale individua nella presenza di un tempio pagano dedicato al dio Espero, dove poi è stata edificata la chiesa di San Vitaliano, l'origine del nome. Il suffisso latino -ensis, molto usato nell'Alto Medioevo, che indicava appartenenza soprattutto a un luogo unito al nome di Espero ha determinato la denominazione di Esperanensis, ovvero coloro che provengono dalla zona del tempio di Espero. Poi la vulgata locale nel corso dei secoli ha eliminato la vocale iniziale, e la denominazione Speranesi è stata sostituita da Sparanesi già a partire dal XVII secolo, come risulta da diversi documenti. Ancora verso la metà del XVII secolo la denominazione usata era Sparanisi. In effetti resti di un tempio pagano nei pressi della chiesetta di San Vitaliano sono documentati in alcuni scritti del XVIII secolo ed è probabile che nella costruzione della chiesetta siano stati usati, come consuetudine all'epoca, proprio i materiali del tempio. Espero, divinità delle stelle, nella mitologia classica è fratello di Borea e l'antica Cales annoverava come proprio fondatore mitico Calai, figlio di Borea.

## Storia
I primi ritrovamenti della presenza umana sul territorio di Sparanise risalgono all’Eneolitico finale (circa 2500 a.C.), come dimostra il rinvenimento di una tomba a fossa della facies del Gaudo, scoperta in località Ciommentolara. Il ritrovamento di iscrizioni in lingua osca e le isolate certificazioni di materiale archeologico, fanno credere che il territorio fosse abitato fin dall’antichità, poiché il territorio di Sparanise apparteneva all’antica Cales.
L'abate Roffredo, del Monastero benedettino di San Vincenzo in Volturno, eresse una chiesa in quello che era territorio di Calvi. All'ombra di questa chiesa, nacque Sparanise. Durante il periodo medievale vicino alla chiesetta di San Vitaliano era attivo un mulino ad acqua che si alimentava per mezzo dei ruscelli. Nel XV secolo iniziarono a prendere forma le cortes (poi corti) ovvero caseggiati disposti, quasi a forma circolare, intorno a uno spiazzo, poi chiamato dal volgo aria. La corte che non necessariamente apparteneva a un'unica famiglia aveva il vantaggio di mettere in comune alcuni servizi quali stallatico, latrine, pozzo, cisterne ed era chiusa da importanti mura con funzione di protezione. Ancora oggi nel tessuto urbano e del centro storico sono presenti le evidenze delle corti e alcune zone del paese portano ancora il nome di Corte seguito dal nome del proprietario.

### Onorificenze
Il 10 dicembre 2002 il Presidente della Repubblica Carlo Azeglio Ciampi, su proposta del Ministro dell'interno, concesse al comune di Sparanise il titolo di Città.

## Società

### Evoluzione demografica
Abitanti censiti

## Cultura

### Cinema
- Nel film L'oro di Napoli, diretto da Vittorio De Sica, il conte Prospero dopo l'ennesima partita persa a carte con il piccolo Gennarino si gioca la Tenuta di Sparanise.
- Sparanise viene citato anche nel film Totò a colori, diretto da Steno, nella scena in cui Giulia Sofia chiede la provenienza al maestro Scannagatti.

## Infrastrutture e trasporti

### Ferrovie
La stazione di Sparanise fa parte della linea ferrovia Roma-Cassino-Napoli, stazione aperta nel 1892.

## Amministrazione
| Periodo | Periodo   | Primo cittadino                                             | Partito                              | Carica  | Note |
| ------- | --------- | ----------------------------------------------------------- | ------------------------------------ | ------- | ---- |
| 1985    | 1991      | Libero Graziadei                                            | Partito Comunista Italiano           | Sindaco |      |
| 1991    | 1992      | Lucia Ranucci                                               | Democrazia Cristiana                 | Sindaco |      |
| 1992    | 1993      | Luigi Piccolo                                               | Democrazia Cristiana                 | Sindaco |      |
| 1993    | 1996      | Angelo Giancarmine Consoli                                  | Democrazia Cristiana                 | Sindaco |      |
| 1996    | 2000      | Antonio Merola                                              | Democrazia Cristiana                 | Sindaco |      |
| 2000    | 2005      | Antonio Merola                                              | Unione di Centro                     | Sindaco |      |
| 2005    | 2009      | Salvatore Piccolo                                           | Unione di Centro                     | Sindaco |      |
| 2009    | 2009      | Angelo Orabona                                              | commissario prefettizio              | Sindaco |      |
| 2009    | 2014      | Mariano Fausto Sorvillo                                     | Lista Civica                         | Sindaco |      |
| 2014    | 2015      | Antonio Merola                                              | Lista Civica - Insieme per Sparanise | Sindaco |      |
| 2015    | 2016      | Stella Fracassi                                             | commissario prefettizio              | Sindaco |      |
| 2016    | 2023      | Salvatore Martiello                                         | Lista Civica - Movimento 5 Stelle    | Sindaco |      |
| 2023    | 2024      | Maura Nicolina Perrotta Florinda Bevilacqua Salvatore Carli | Commissione prefettizia              | Sindaco |      |
| 2024    | in carica | Fabrizio De Pasquale                                        | Lista Civica - CambiAmo Sparanise    | Sindaco |      |